# 武攀龍
武攀龍（1611年—？），字際雲，號作霖，山西省太原府交城縣（今山西省交城縣）人，清朝政治人物、進士出身。

## 生平
崇祯十二年（1639年）己卯科山西乡试第三十七名舉人。清順治三年（1646年），登進士；次年授河南洛陽縣知縣。順治十一年，任刑科給事中。順治十三年，任湖廣布政使司參議、分守上湖南道，次年擔任河南管糧道，任河南布政使司參議。順治十六年，任按察使司副使、直隸通薊道。順治十七年，分守江寧兵備道、任河南布政使司參政。

## 家族
曾祖釗。祖承甫。父篆。母曹氏；继母曹氏。
子之旦、之奭、之望、之畢、之生、之适。